# Головний корпус Львівської політехніки
Головний корпус Львівської політехніки — будівля у Львові (на нинішній вулиці С. Бандери, 12) споруджена у 1873-1877 роках в неокласичному стилі за проєктом архітектора Юліана Октавіана Захаревича. для розміщення Цісарсько-королівської технічної академії у Львові (нинішній НУ «Львівська політехніка»). Ю. Захарієвич запроєктував також і оформлення інтер'єрів споруди.

## Історія
Надвірна комісія з освіти рескриптом від 11 січня 1811 року повідомила Крайовий Галицький уряд, що цісар дозволив створити у Львові Реальну школу. Крім того, ці комісія надіслала також програму віденської Реальної школи при церкві святої Анни із закликом, щоб Крайовий уряд адаптував цю програму до місцевих умов та потреб, обдумав джерело коштів на заснування та утримання цього наукового закладу та облаштував для нього приміщення. До слова, віденська Реальна школа після її реорганізації у 1809 році була продовженням народної школи та передбачала три класи 30-ма годинами навчання в кожному.
Для учнів, які мали бажання вступити до цієї школи, існувала вимога закінчити два роки навчання у четвертому класі нормальної школи або скласти вступний іспит з предметів того класу, а також сплатити по 2 злотих за кожен місяць навчання.
Через обмежені наявні фонди, яких не вистачало на утримання вже існуючих нормальних шкіл Крайовий уряд ухвалив рішення наразі не створювати Реальної школи у Львові. Комісія з освіти не погодилася із цим і вимагала надання позитивної відповіді від уряду до 1 лютого 1812 року. Вже 9 листопада 1812 року Крайовий уряд переслав Комісії з освіти звіт з наступними пропозиціями:
- щодо предметів, які мають викладатися в Реальній школі, і їх поділ на відповідні класи, а також вони мають викладатися польською мовою;
- щоби до цієї приймали учнів, за умови, що вони закінчили два роки навчання у четвертому класі нормальної школи;
- щоби кожен звичайний учень був зобов'язаний вивчати всі предмети, які передбачені на кожен клас, разом із тим, щоби було дозволено навчатися у школі старшим людям, з відповідною підготовкою для вивчення деяких предметів, як надзвичайним учням;
- щоби через деякий час у Львові, а пізніше й в повітових містечках нікому, хто не пройшов через реальну школу, не надавали дозволу на самостійне ведення торгівлі або промислу;
- щоби вартість утримання школи покривалася за рахунок промислового податку, який тоді планували запроваджувати;
- школу розмістити в корпусі ліцею.

У головному корпусі згідно з програмою навчання були розміщені загальні підготовчі та освітні предмети, а також інженерна, будівельна школи та школа машинобудування.
У партер (перший поверх) було перенесено, з виходом на східне подвір'я, інженерну школу. У північній частині будівлі розміщені зали для рисунків від руки та моделювання. У фронтальній частині будівлі поряд із вестибюлем призначені приміщення для кафедри фізики та механічної технології. Крім того на цьому ж поверсі розташовані три лекційних зали для загальних предметів. Лабораторія фізики була переміщена у більшій своїй частині у склепінчастий, світлий напівпідвальний поверх та з'єднана безпосередньо із кімнатою для підготовчих робіт лекційної зали цієї ж кафедри за допомогою гвинтових сходів. У напівпідвальному поверсі розташовані різноманітні складські приміщення, а також квартири частини допоміжного персоналу навчального закладу.
На другий поверх переміщені будівельна та механіко-будівельна школи, бібліотека, адміністративні та представницькі приміщення для урочистих подій.
Третій поверх будівлі вміщував: лекційні зали для математичних та природничих предметів та їх унаочнень. Над дахом облаштовано маленьку астрономічну обсерваторію, що діє донині.
На початку 1900-х років було збільшено навчальні площі. До головного корпусу прибудували два крила, що дало змогу організувати шість великих лекційних аудиторій.

## Архітектура
За задумом архітектора Юліана Захаревича головний корпус технічної академії у Львові мав би бути не гіршим від головної будівлі знаменитої Вищої технічної школи у Відні (Віденської політехніки). Архітектор переосмислив стиль віденського історизму і додав у конструкцію будови елементи ренесансу та бароко.
Головний корпус Політехніки — прямокутний, триповерховий, з двома внутрішніми замкненими подвір'ями й коридорною системою аудиторій. Її фасад виконано з простих геометричних елементів зі спокійними пропорціями. Яскравий, розмірений ритм віконних арок першого поверху та вікон верхніх поверхів, прикрашених карнизами, поєднується з благородним рустикальним орнаментом тесаного каменю, світлий колір якого чудово доповнює червоний колір стін. Симетричні бічні флігелі в центрі фасаду з'єднані входом — монументальним портиком із шістьма колонами коринфського ордера. На високому кам'яному аттику, що увінчує ризаліт, розташована алегорична група з трьох сидячих жіночих фігур роботи Леонарда Марконі, що символізують Інженерію, Архітектуру й Механіку — три факультети, що розташовувалися тоді в будівлі. Призначення споруди виражає латинський позолочений напис на аттику: «Litteris et Artibus» (укр. «До наук і мистецтв»).

### Інтер'єр вестибюлю
Досить просторий тринефний вестибюль має подвійні тосканські колони з карнизами, що підтримують хрестове склепіння важких бічних нефів. З тамбура відкривається гарний вид на сходи. Підходячи до сходів, ліворуч встановлене погруддя Ю. Захаревича з білого мармуру різця Ю. Белтовського (виготовлений у 1910 році, встановлений у 1913 році). Навпроти  встановлена у 1990-х роках пам'ятна стела «Борцям за волю України», виконана за спільним проєктом скульпторів Богдана Поповича, Федора Василенка та Олега Лясковського. На бронзовій плиті стели вилиті імена випускників та викладачів «Львівської політехніки», які в роки німецької окупації та комуністичного режиму віддали життя в боротьбі за волю України: Микола Шраг, Петро Франко, Катерина Зарицька, Андрій П'ясецький, Андрій Ластовецький, Олекса Гасин, а також у 1993 році встановлений барельєф С. Бандери в головному корпусі Львівської Політехніки, виконана скульптором Богданом Поповичем). Через вестибюль, піднятий на кілька ступенів над підлогою, можна потрапити на просторі трираменні головні сходи, аркадні на першому поверсі, прикрашені іонічними колонами. Аркади підтримують багато орнаментовані пілястри. Сходи мають верхнє освітлення через скляну стелю над головним карнизом. Поліхромне оздоблення перекриттів вестибюлю та сходів імітує так званий гротеск, популярний серед живописців Стародавнього Риму та епохи Відродження. Настінні розписи створив Ю. Захаревич, а виконали брати Маурицій та Ейсіг (Ерік) Флеки. Сходи також прикрашені неоренесансними орнаментами та алегоричними фігурами, що лежать у кутах над аркадами, уособлюючи мистецтво та науку. Виготовив їх із цементу та гідравлічного вапна Еміль Шредель, представник віденської скульптурної фірми Карла Фельдбахера у Львові.

### Актова зала
Зі сходів через вестибюль потрапляють у просторий хол. Стіни залу поділені на поля, розписані у 1884 році олією на мармурі Іваном Долинським. Подвійні коринфські колони на постаментах розділяють поля і підтримують широкий карниз. Над карнизом височіють дві жіночі фігури, які з невеликими варіаціями повторюються на кожній стіні. Шредль зробив їх за моделями Фельдбахера. Стеля залу позолочена й оздоблена майолікою. Дверні отвори з надвір'ями багато різьблені в стилі неоренесансу. Продуманий ритм і пластика архітектурних елементів гарно гармонує з олійними панелями, які створюють фриз у верхній частині стіни та формують композиційне ціле. Одинадцять полів між каріатидами прикрашені картинами за ескізами Яна Матейка «Тріумф прогресу», що являють собою цикл сцен розвитку людської цивілізації:
- Геній людства, створений Богом-Отцем і Сином — символ творчого натхнення;
- Геній, що підтримує Землю — алегорія прогресу;
- Кібела і Мамона — символи, що уособлюють вади людства;
- Примарний тріумф Сатани;
- Пресвята Богородиця втішає тих, хто приходить до неї;
- Алегорія науки;
- Поезія, Музика, Історія;
- Скульптура, Живопис та Архітектура;
- Винахід залізниці та парової машини;
- Винахід телеграфу;
- Суецький канал.

Олійні картини написані за ідейною програмою та ескізами Яна Матейка, зробленими у 1883-1885 роках. У 1887-1891 роках учні Я. Матейка та викладачі Краківської школи образотворчого мистецтва — Я. Унієржицький, Т. Лісевич, К. Желеховський, К. Лускіна та інші створили 11 картин із циклу розміром 230×300 см кожна, які були закріплені на стінах у 1892 році. Панно яскраві, виконані у трохи театральній манері, характерній для академізму кінця XIX століття.

### Колишня бібліотека
Недалеко від актової зали є гарний зал бібліотеки (нинішня Виставкова зала науково-технічної продукції університету). Інтер'єр залу має балкову дерев'яну стелю з орнаментом роботи Л. Марконі та розписом. Зал прикрашають бібліотечні шафи, виготовлені у 1880 році за спільним проєктом Ю. Захаревича та Л. Марконі у формах фламандського ренесансу в майстерні братів Франтішека та Йозефа Вчеляків у Львові. Проєкт інтер'єру зали розробив Юліан Захаревич. Декоративне та скульптурне оздоблення виконав скульптор Тадеуш Сокульський. Нині в приміщенні розташований музей історії Львівської Політехніки.

### Територія довкола будинку
Головний корпус Політехніки оточений невеличким парком-дендрарієм сформованим головним чином наприкінці XIX-початку XX століття та у 50-60-х роках XX століття. Композиційним вузлом парку є площа перед головним навчальним корпусом з барвистою клумбою посередині, що оточена невисокою декоративною металевою огорожею. Площа довкола клумби вимощена природним каменем. Композиційна вісь, на якій розташована вхідна брама, клумба та вхід до головного навчального корпусу, роздвоюється одразу за брамою, розходячись направо та наліво прямими доріжками, що йдуть вздовж паркової огорожі. Далі композиційна вісь роздвоюється перед головним входом у будинок. Доріжка, що повертає вліво (у бік вул. Архітекторської), веде до нових навчальних корпусів вишу через простору площу із арковим залізобетонним містком — першим у Галичині витвором із залізобетонних конструкцій, виготовленим працівниками Політехніки — інженером Максиміліаном Тульє та будівничим Францішеком Заґурським у 1892 році. Місток був виготовлений як експонат для Загальної крайової виставки, що відбувалася з 5 червня до 10 жовтня 1894 року на верхній терасі Стрийського парку у Львові. Поряд 1925 року було споруджено пам'ятник польським орлятам. Авторами пам'ятника були архітектор Вінцент Вітольд Еразм Равський, виконав скульптор Юзеф Стажинський за співпраці професора, викладача Львівської промислової школи Анджея Альбрихта. Урочисте відкриття відбулося 22 листопада 1925 року. Монумент знищили після 1950 року.
У парку з боку вул. Професорської 1976 року встановлений пам'ятник Львівським політехнікам, полеглим у роки Другої світової війни, виконаний за спільним проєктом скульпторів Богдана Поповича, Івана Хміляра, Ярослава Скрентовича та архітектора Романом Липкою.

## Галерея

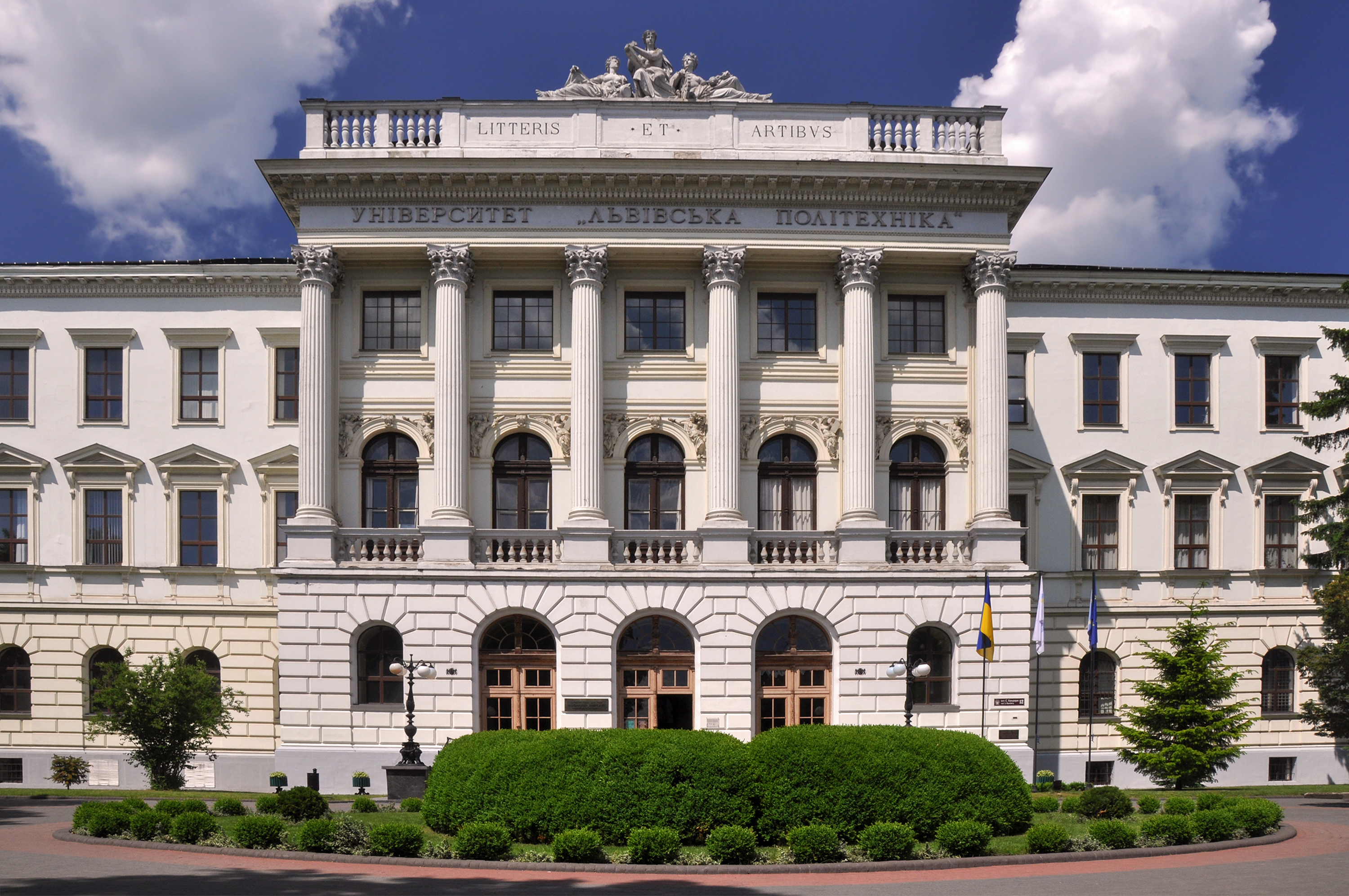
Головний навчальний корпус НУ «Львівська Політехніка»
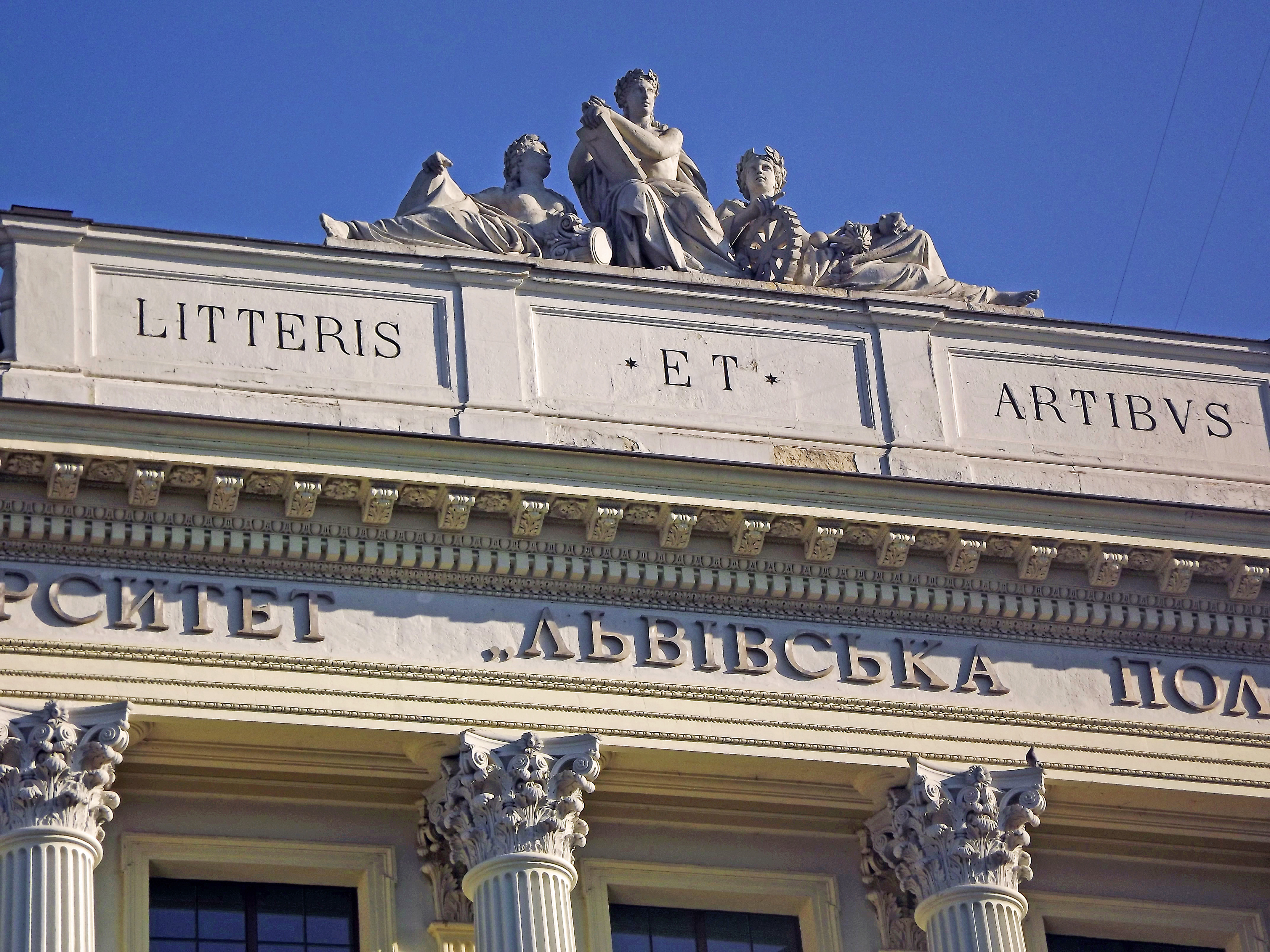
Алегоричні жіночі фігури, що символізують Інженерію, Архітектуру й Механіку на фронтоні будівлі Головного навчального корпусу НУ «Львівська Політехніка»
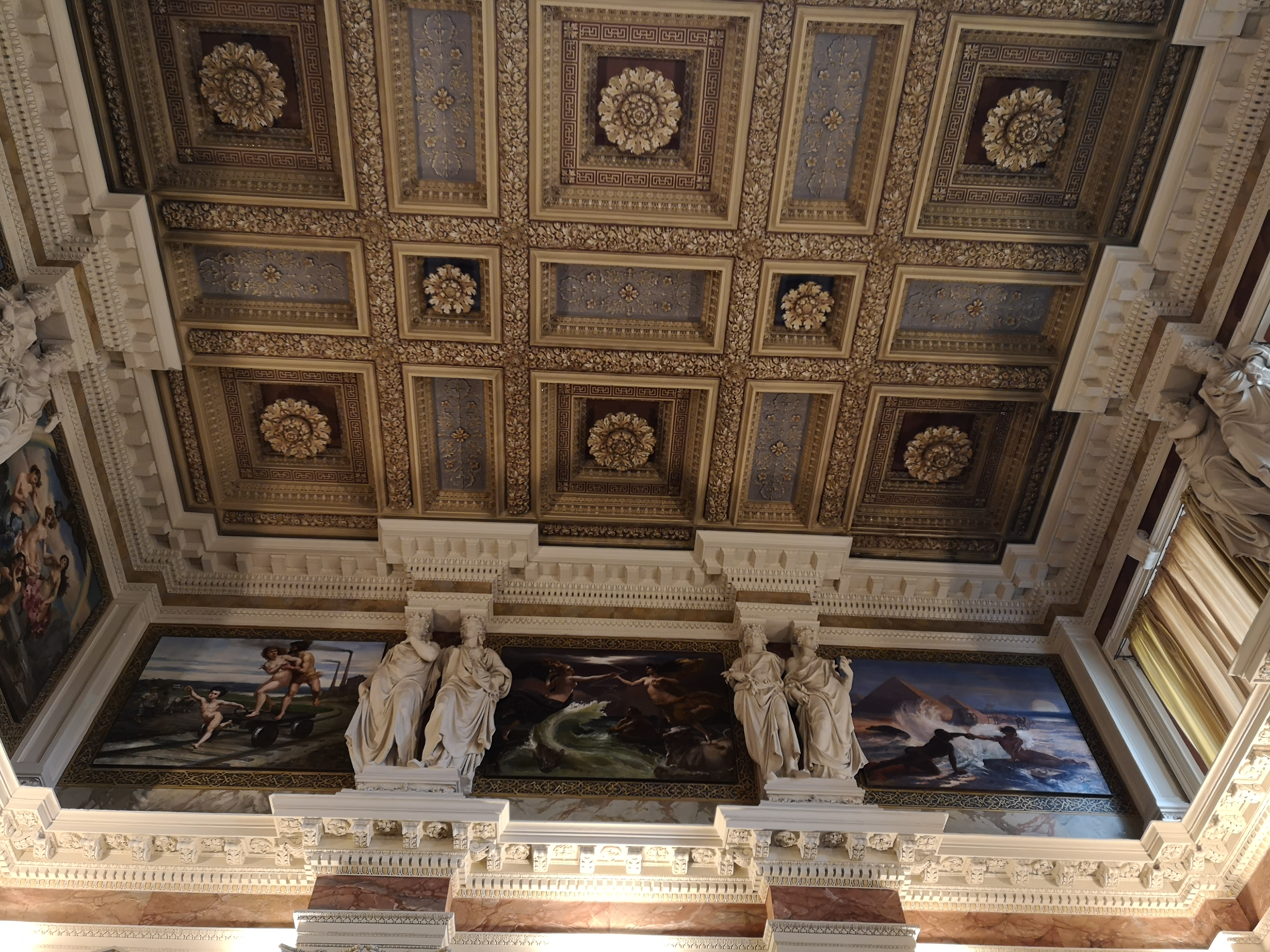
Головний навчальний корпус НУ «Львівська Політехніка»
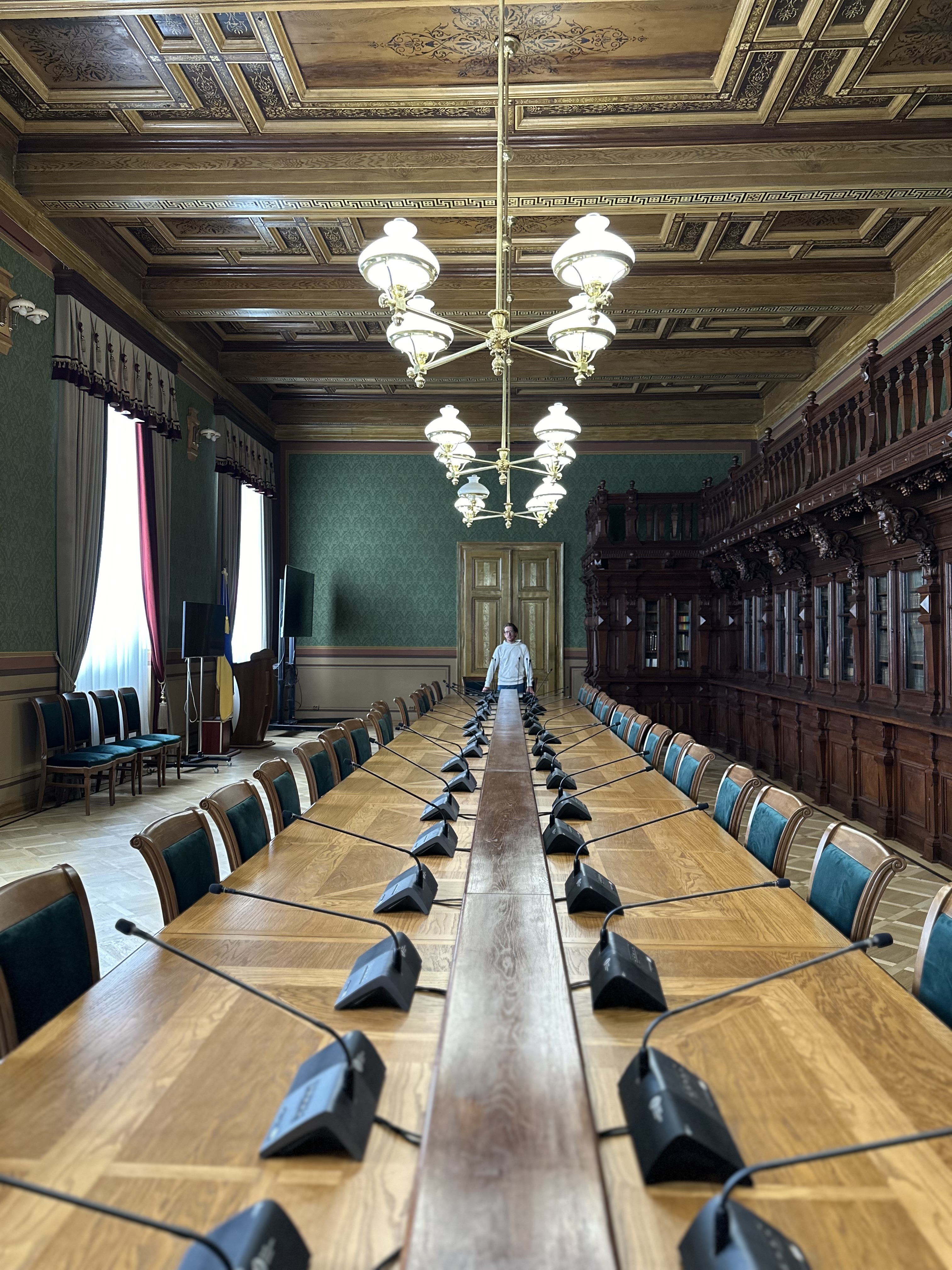
Головний навчальний корпус НУ «Львівська Політехніка». Конференц-зала.
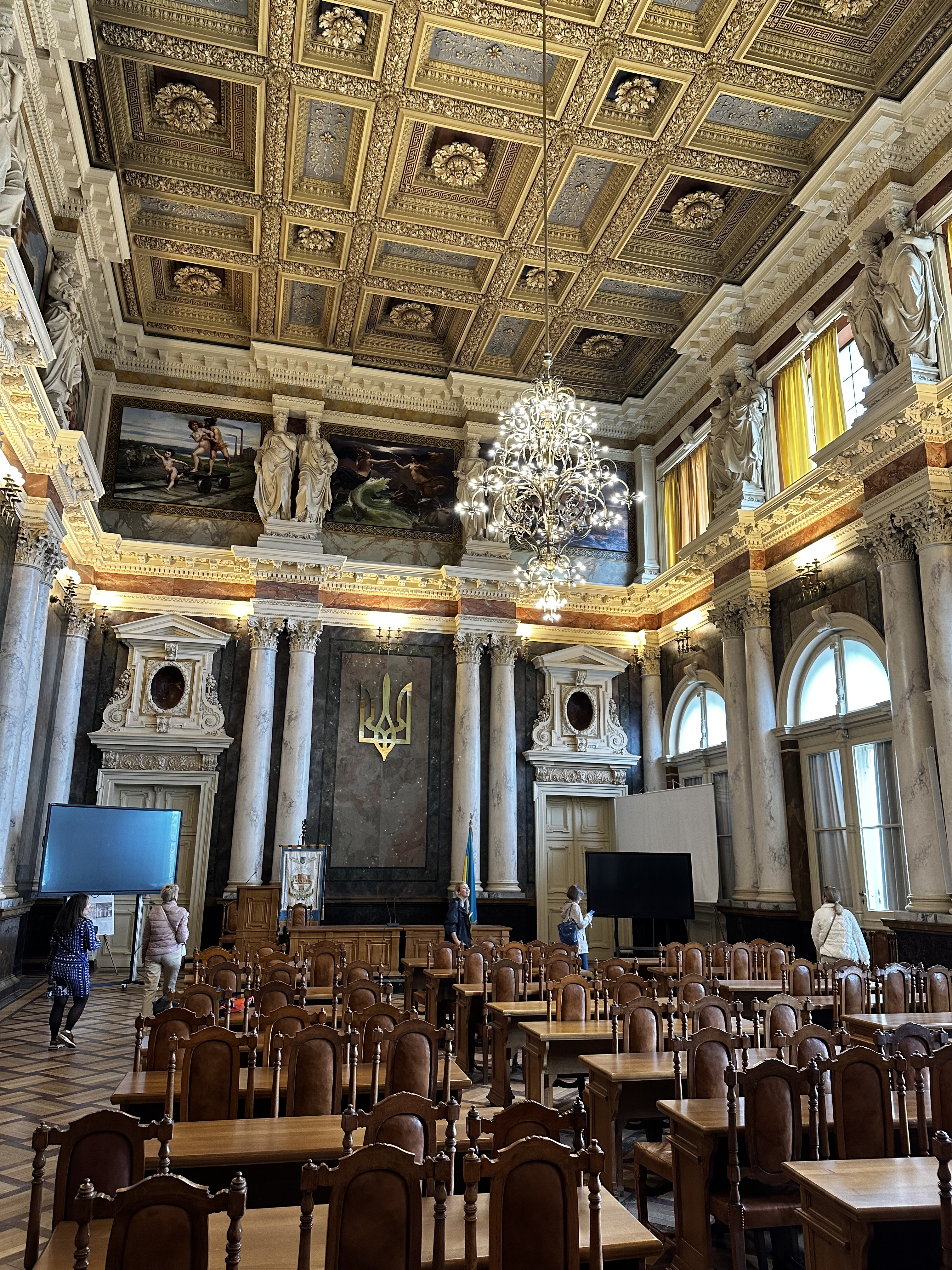
Головний навчальний корпус НУ «Львівська Політехніка». Зала засідань.
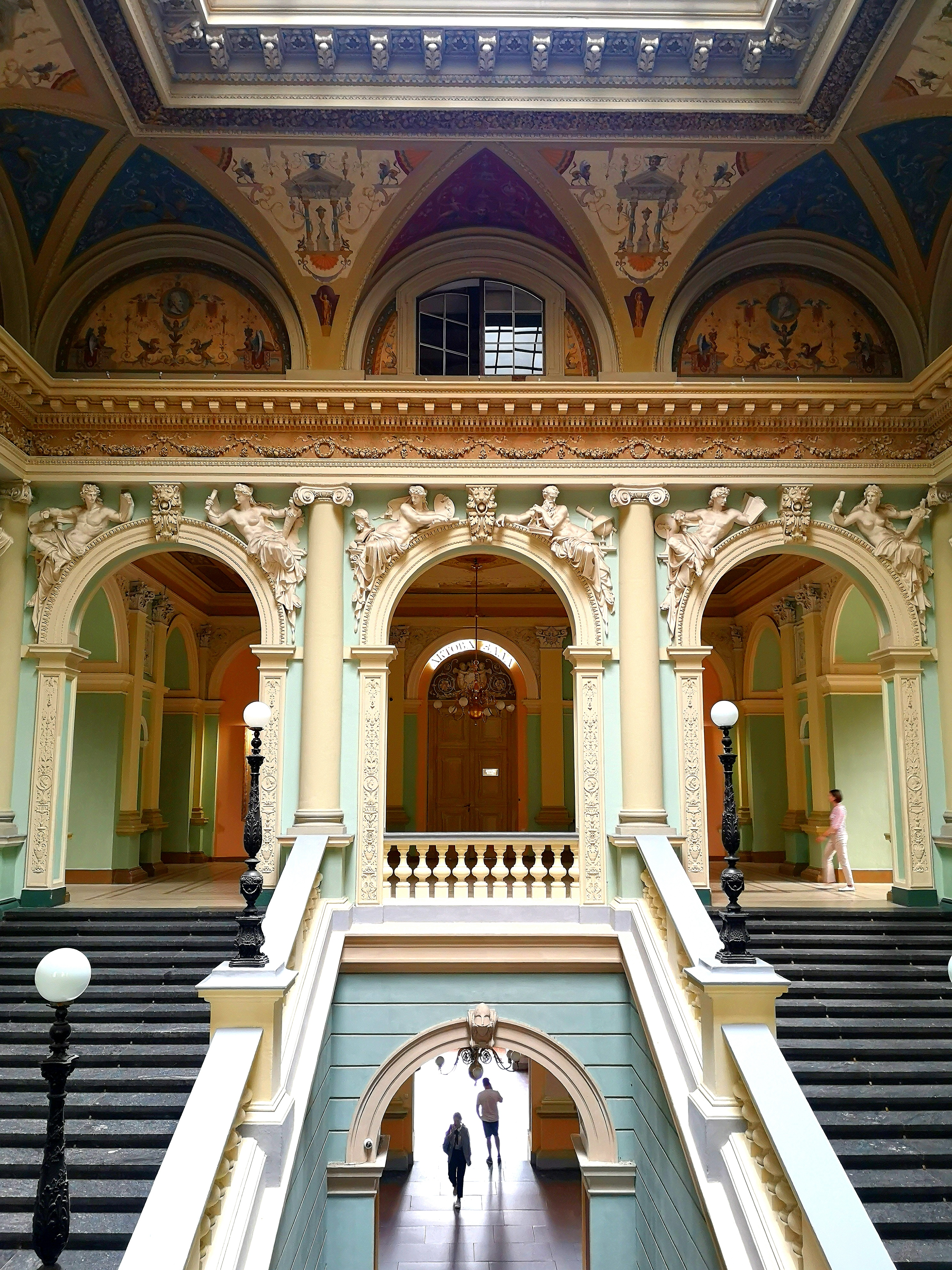
Головний навчальний корпус НУ «Львівська Політехніка».